# الدوري الإيطالي 1950–51
الدوري الإيطالي الدرجة الأولى 1950–51 (بالإيطالية: Serie A 1950-1951)‏ هو موسم من الدوري الإيطالي الدرجة الأولى. أقيم خلال الفترة 10 سبتمبر 1950 وحتى 17 يونيو 1951، وفاز فيه إيه سي ميلان.